# Lymantica velutina
Lymantica velutina is een vlinder van de familie van de spinneruilen (Erebidae), van de onderfamilie van de donsvlinders (Lymantriinae). De wetenschappelijke naam van deze soort is voor het eerst voorgesteld door Paul Mabille in een publicatie uit 1879.
De soort komt voor in Madagaskar.